# Mallet (Paraná)
Mallet is een gemeente in de Braziliaanse deelstaat Paraná. De gemeente telt 12.784 inwoners (schatting 2009).